# デスティニー (ISS)

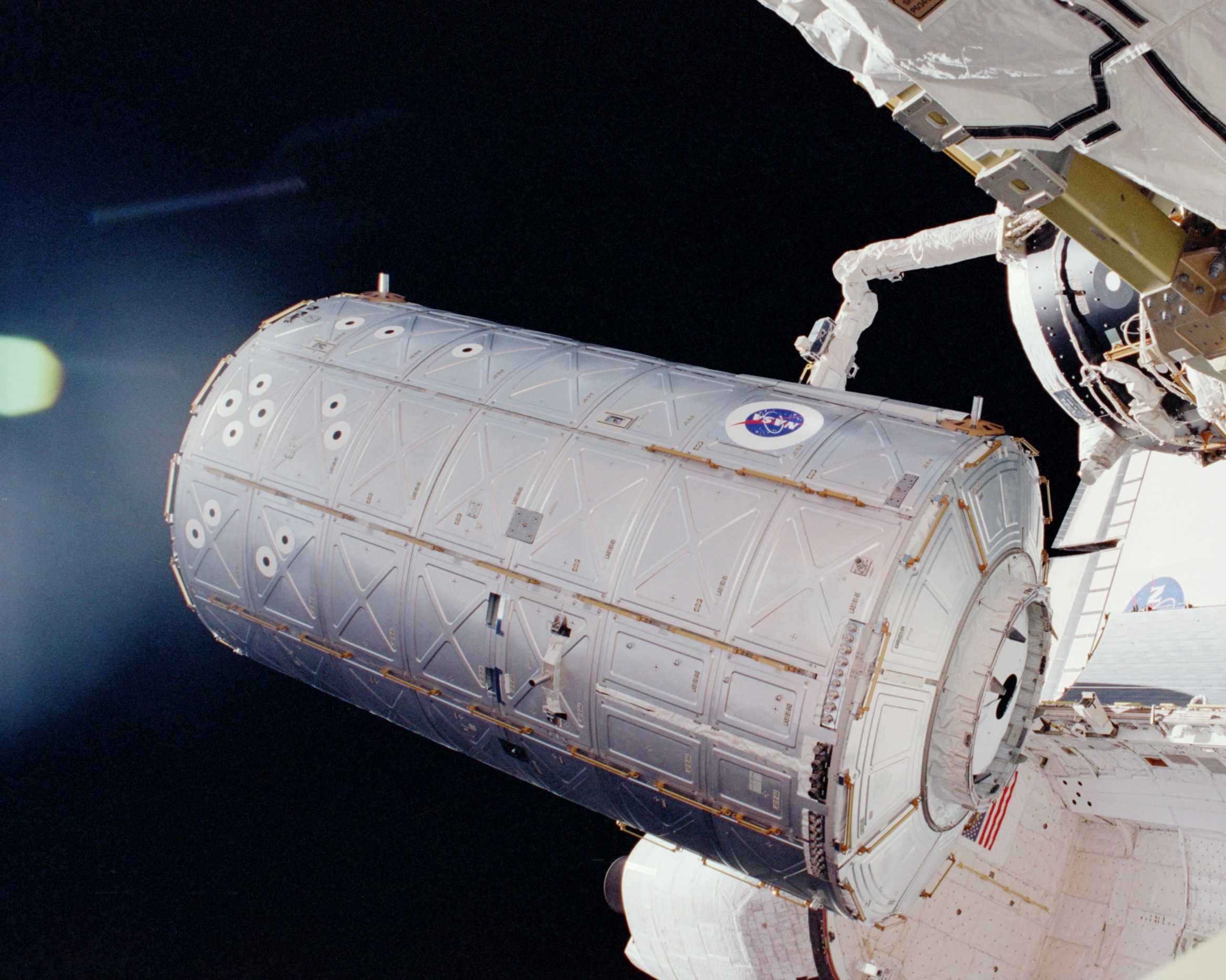
デスティニー実験モジュール (NASA)

デスティニー（Destiny）は、国際宇宙ステーション (ISS) の米国製モジュールで、初の実験用モジュールである。2001年2月の初めにユニティモジュールに接続され、5日間かけて起動作業が行なわれた。軌道上の実験施設をNASAが運用するのは、1974年2月にスカイラブから撤退して以来、デスティニーが初めてである。
与圧された施設内では、宇宙飛行士が幅広い科学分野での研究作業を行なう。そこで得られた実験結果は、医療、工学、バイオテクノロジー、物理学、材料科学、地球科学など、世界中の科学者が研究に応用する。

## 概要

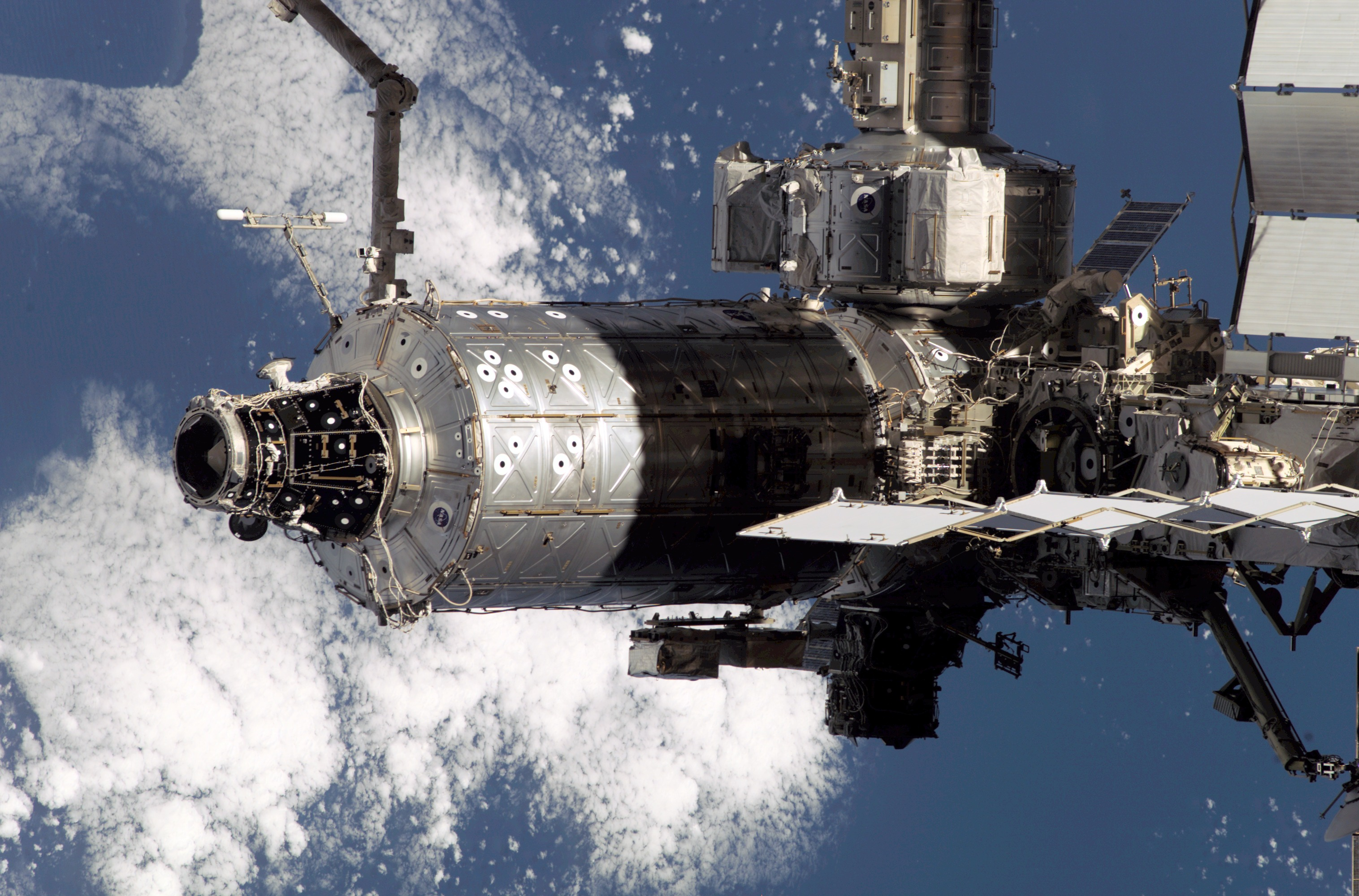
ISS へ取り付けられたデスティニー (2001年12月)

デスティニーはアルミニウム製で、全長が8.5m（28フィート）、直径が4.3m（14フィート）、質量は14.5トン（16米トン）である。他のモジュールと接続できる共通結合機構 が両端にそれぞれ取り付けられている。
デスティニーの後部にユニティの前部が、デスティニーの前部にはハーモニー（ノード2）が接続されており、通路部のジャンパーで両者の間の配管と配線が接続されている。また、接地用のストラップも取り付けられている。接地用ストラップの一端はユニティのアクティブ共通結合機構 (ACBM) に接続され、もう一端はデスティニーのパッシブ共通結合機構 (PCBM) に接続される。前部ポートにある ACBM は、ハーモニーが接続されるまでは、与圧結合アダプタ2 (PMA-2) の PCBM と接続されていた。
また両端にはモジュールを区画するためのCBMハッチがあり、減圧が予想される事態にならない限り開いたままである。モジュール接続時にはどちら側からでも開閉が可能である。ハッチには圧力に連動する機能があり、ハッチ間の圧力が内側よりも外側が高い時には開かないようになっている。各ハッチの中央には窓がある。
デスティニーにはハッチの小さな窓とは別に光学的に優れた窓（主に科学的な地球観測に用いられる）があり、ISS の飛行中に衝突の危険があるデブリや流星塵、スラスタ噴射時の汚染から窓を保護するためのシャッターがある。窓を使う時には、乗員が手動でシャッターを開く。

## デスティニーの内部

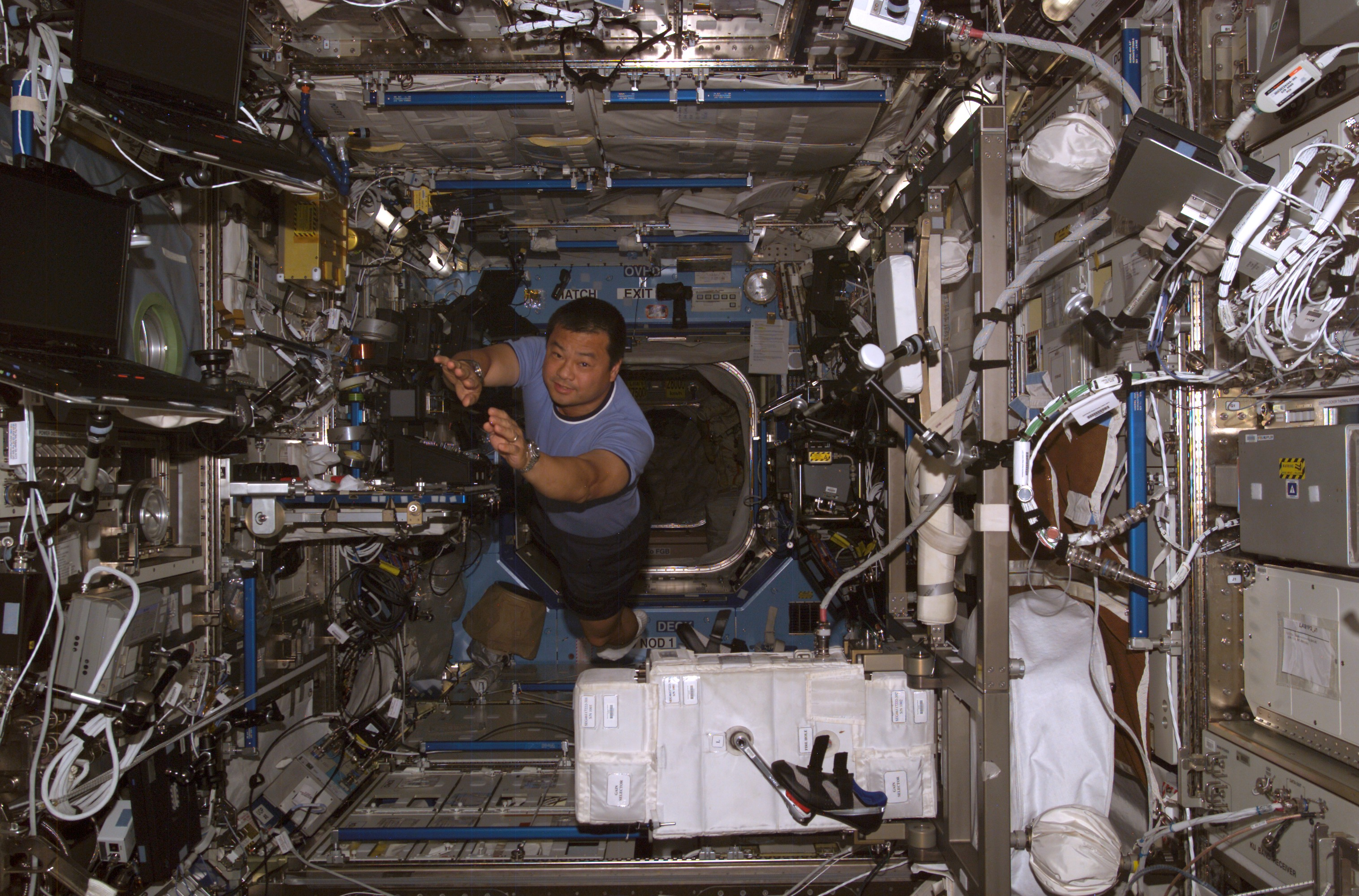
デスティニー室内のリロイ・チャオ宇宙飛行士（2004年10月31日）

実験室の内部には、ラック、ラックのスタンドオフ、通路部のジャンパーがある。
ヨーロッパのコロンバスや日本のきぼう同様に、デスティニーの内部では各装置が国際標準実験ラックとシステムラックに格納されている。各ラックは、それぞれ約540kg（1,200ポンド）の重量である。デスティニーには全体で23台のラックを搭載でき、その内訳は右舷・左舷・上部に6台ずつと、底部に5台である。実験ラックには、取り外し可能なモジュール式ユニットにシステムハードウェアが格納されている。
デスティニーが ISS に運ばれた時は、電力、冷却水、空気浄化、温度・湿度制御の機能を持つ生命維持装置を格納した5台のラックだけが搭載されていた。STS-102 で多目的補給モジュール・レオナルドに積み込まれた7台のラックがデスティニーに運び込まれ、その後のミッションでさらにもう10台のラックが運搬された。
STS-121 では、-80℃冷凍庫 (Minus Eighty Degree Laboratory Freezer for ISS : MELFI) がデスティニーに運ばれた。この冷凍庫は、ISS で試料や試薬を保管したり、試料や試薬の温度を維持したまま地球と宇宙の間を運搬することができる。（その後、このMELFIはきぼう内へ移設され、STS-128で2台目のMELFIが運ばれてデスティニー内に設置された。）
4つのスタンドオフ（セパレータ）により、個別のラックや実験室全体を出入りする配管や配線が通る空間が確保されている。それぞれのラック位置の底にあるスタンドオフに配管孔と端子があり、ここでラックの配管や配線が接続されている。
通路部のジャンパーには他のモジュールと接続される配管と配線が設置されている。

## 打ち上げ、接続
1995年からアラバマ州ハンツビルのマーシャル宇宙飛行センターで、ボーイング社の最先端技術によりデスティニーの建造が開始された。1998年にはフロリダ州のケネディ宇宙センターに運搬され、打ち上げ前の準備のため2000年8月にNASAに引き渡された。
2001年2月7日の STS-98 で スペースシャトル・アトランティスに積み込まれて打ち上げられ、アトランテス号は飛行3日目に ISS の与圧結合アダプタ3 (PMA-3) にドッキングした。ディスティニーを ユニティの前方に接続するため、 PMA-2 を一時Z1トラスに仮置きした後ロボットアームで デスティニーのISS への取付がおこなわれた。仮置きしていた PMA-2 は飛行6日目にディスティニーの前方に接続された。
STS-120 でハーモニーが ISS に運ばれ、その後の移設作業でディスティニーの前方に接続された。

## 仕様
- 全長: 8.53 m
- 直径: 4.27 m
- 質量: 14,500 kg (32,000 lb)